# Joaquim Guerreiro
Joaquim Antonio Branco Guerreiro( Joaquim Guerreiro) (8 de Abril de 1966) é um actor português.
Estreou-se como actor em 1998 na telenovela Terra Mãe, da RTP 1, interpretando Jorge.
Tem feito algumas participações em novelas e séries como Camilo em Sarilhos e Maré Alta na SIC e Tempo de Viver onde foi Mário segurança dos Martins de Mello
Foi ainda Nelson em Super Pai e Vitorino Nunes um Guarda Nocturno em Câmara Café da RTP 1, Dário em Podia Acabar o Mundo e um polícia em Ele é Ela .

## Televisão
- Elenco adicional, Roberto Tainha em Patrões Fora, SIC 2022
- Elenco adicional, Adónis em Amor Amor Vol.2, SIC 2021
- Elenco adicional, Segurança em Santa Bárbara (telenovela), TVI 2015
- Elenco adicional, Manuel em Mar Salgado (telenovela), SIC 2014
- Elenco adicional, Segurança da Discoteca em Jardins Proibidos, TVI 2014
- Participação especial, Alexandre em Água de Mar, RTP 2014
- Elenco adicional, Motorista de Manuel em Mulheres, TVI 2014
- Participação no programa Sabadabadão de Júlia Pinheiro e João Baião, SIC 2014
- Participação especial, Segurança em  I Love It, TVI 2013
- Elenco adicional, em Bem-Vindos a Beirais, RTP 2013
- Participação especial, Segurança em Mundo ao Contrário, TVI 2013
- Participação especial, em Depois do Adeus, RTP 2012
- Participação especial, Hugo em Velhos Amigos, RTP 2011
- Elenco adicional, Ramon em Anjo Meu, TVI 2011
- Elenco adicional, Toninho em Espírito Indomável, TVI 2011
- Particiação especial, em A Sagrada Família, RTP 2010
- Elenco principal, José em Républica: Os Dias do Fim, RTP 2010
- Participação especial, Polícia em Ele é Ela, TVI 2009
- Elenco adicional, Dário em Podia Acabar o Mundo, SIC 2008
- Elenco adicional, Marido de Carla em Olhos nos Olhos, TVI 2008
- Participação especial, em Liberdade 21, RTP 2008
- Elenco principal, no episódio A última aposta de Casos da Vida, TVI 2008
- Elenco adicional, em Deixa-me Amar, TVI 2007
- Elenco adicional, Segurança em Tempo de Viver, TVI 2006
- Participação especial, Ladrão em Bando dos Quatro, TVI 2006
- Elenco principal, Vitorino em Câmara Café, RTP 2005-2006
- Participação especial, em Camilo em Sarilhos, SIC 2005
- Participação especial, Treinador em Inspector Max - série II, TVI 2005
- Participação especial, em Inspector Max - série I, TVI 2004
- Participação especial, em O Teu Olhar, TVI 2003
- Elenco adicional, Várias Personagens em Maré Alta, SIC 2003
- Elenco adicional, Sansão em Coração Malandro, TVI 2003
- Participação especial, Recluso em Lusitana Paixão, RTP 2002
- Participação especial, em Camilo, o Pendura, RTP 2002
- Elenco adicional, em O Processo dos Távoras, RTP 2001
- Participação especial, Diogo (stripper) em Café da Esquina, RTP 2001
- Elenco adicional, Nelson em Super Pai, TVI 2000-2001
- Participação especial, em Bora Lá Marina, TVI 2000
- Participação especial, em Cuidado Com as Aparências, SIC 2000
- Elenco adicional, em Conde de Abranhos, RTP 2000
- Participação especial, em A Loja de Camilo, SIC 1999
- Participação especial, Guarda Costas em Jornalistas, SIC 1999
- Participação especial, Gangster em O Palhaço, RTL 1999 (série alemã)
- Elenco principal, Jeitoso em Os Lobos, RTP 1998
- Elenco principal, Jorge em Terra Mãe, RTP 1997-1998
- Participação especial, em Médico de Família, SIC 1997
- Participação especial, Génio em Era Uma Vez…, SIC 1996
- Participação especial na série Barba e Cabelo, SIC 1996
- Participação no concurso Ai os Homens, SIC 1996

## Cinema
- Mutant Blast, de Fernando Alle, 2018 (longa metragem)
- Acredita, de Carlos Domingomes, 2011 (curta-metragem)
- O Inimigo Sem Rosto, de José Farinha, 2009
- Les Frangines, de Laurence Katrian, 2002
- Inferno, de Joaquim Leitão, 1999